# One Touch (альбом)
«One Touch» — дебютний студійний альбом британського жіночого гурту «Sugababes». Випущений 27 листопада 2000 року.

## Список композицій
1. «Overload» — 4:38
2. «One Foot In» — 3:25
3. «Same Old Story» — 3:03
4. «Just Let It Go» — 5:01
5. «Look at Me» — 3:58
6. «Soul Sound» — 4:30
7. «One Touch» — 4:20
8. «Lush Life» — 4:28
9. «Real Thing» — 4:04
10. «New Year»- 3:51
11. «Promises» — 3:17
12. «Run for Cover» — 3:48
13. «Don't Wanna Wait» — 4:42 [японський бонус-трек]